# The Isley Brothers
The Isley Brothers es un grupo estadounidense de soul, funk y góspel, formado en 1954 en Cincinnati, Ohio. La banda ostenta el récord de ser el grupo que más tiempo ha permanecido en activo en la historia de la música. El grupo ha abarcado décadas, ha incorporado a miembros de dos generaciones, y ha ejecutado géneros musicales tan diversos como el góspel, soul, funk, doo-wop, rhythm and blues, rock, soft rock e incluso el hip hop.

## Historial

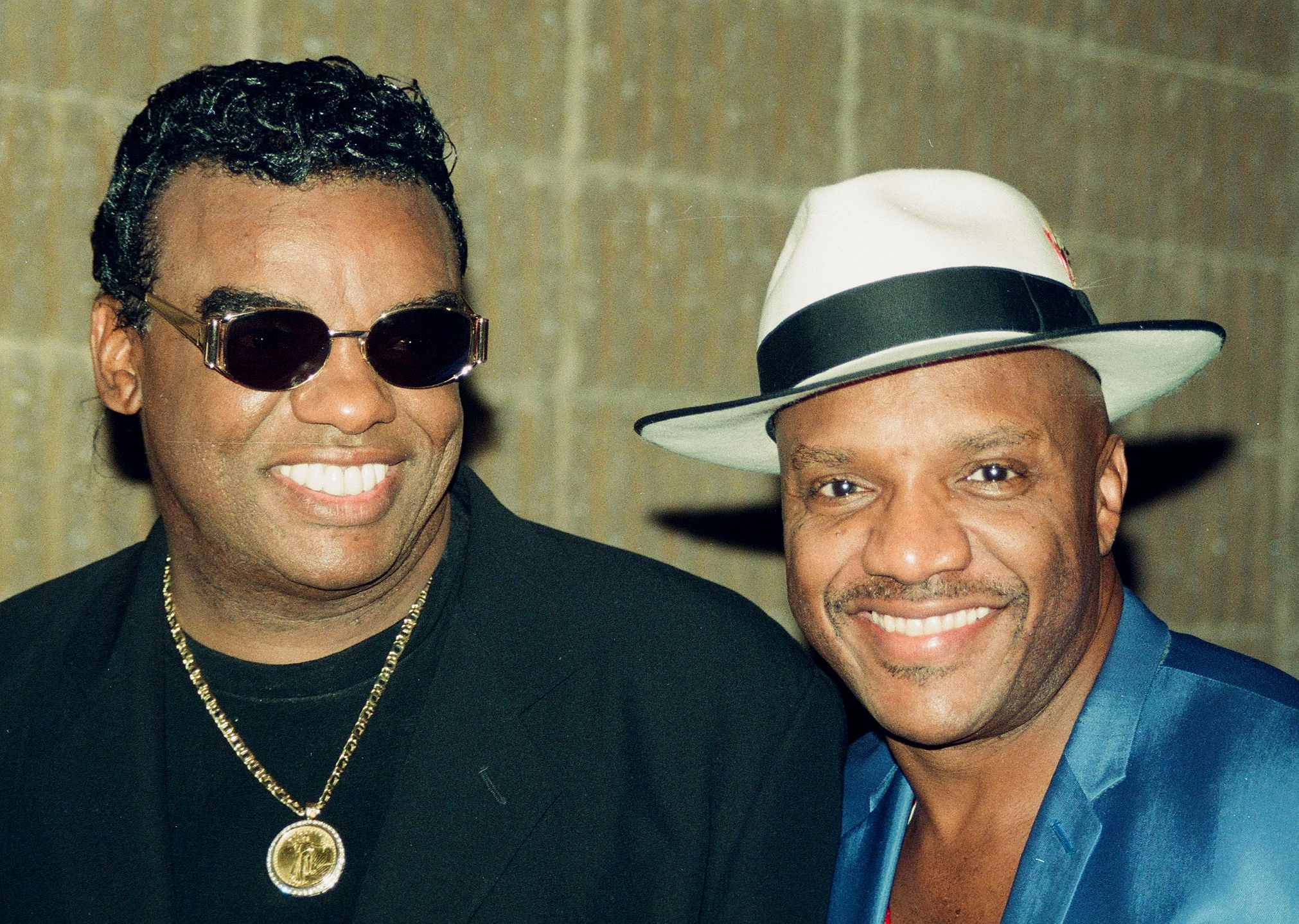
Ron y Ernie Isley, Washington D. C., 1996.

### Los primeros años
Todo empezó cantando en la iglesia, bajo la tutela de sus padres, que también eran músicos. En 1954, los cuatro hijos mayores de Sally Bell y O'Kelly Isley Sr., formaron el grupo como un cuarteto de góspel. O'Kelly Jr, Rudy, Ronald y Vernon recorrieron toda el área de Ohio y otras zonas de la parte oriental y del medio oeste de los Estados Unidos, realizando presentaciones, hasta que Vernon murió en un accidente de bicicleta, en 1955, a la edad de 13 años. Sacudidos por la tragedia, los hermanos deciden disolver el grupo. En 1956, ante el estímulo de sus padres, los tres hermanos deciden retornar a la música como un trío. En 1957, con la bendición de sus padres, los Isley Brothers dejan Ohio y se trasladan a Nueva York a probar suerte, realizando grabaciones de temas doo-wop para pequeños sellos, aunque con poco éxito.

### Los primeros éxitos
Hasta 1959, los Isley Brothers pasaron prácticamente desapercibidos en su carrera profesional y sin un solo hit. A menudo se presentaban como grupo de apertura para los shows de otros artistas en locales de todo el país, hasta que finalmente su carrera recibió un significativo impulso cuando Jackie Wilson permitió a los hermanos abrir su show. Durante una inspirada versión del clásico de Wilson, "Lonely Teardrops", Ronald adoptó la rutina empleada con sus hermanos en la lectura del evangelio en el templo y gritó "You know you make me want to shout!". Un ejecutivo del sello RCA Records estaba entre la audiencia y quedó tan impresionado, que les ayudó a conseguir su primer contrato con el sello, para grabar lo que habían creado en el escenario esa noche. Escrita únicamente por los hermanos, la canción, "Shout!", se convirtió en un gran éxito e impulsó para la carrera del trío, llegando al #47 en el Billboard Hot 100. La canción resultó ser un éxito aún mayor cuando se realizaron covers de ella en Estados Unidos y Gran Bretaña, proporcionando a los hermanos su primera venta de millones de copias. Sencillos posteriores, sin embargo, no pudieron alcanzar un éxito similar y, para 1962, el grupo había dejado RCA, para editar con Wand Records, que se anotaría otro éxito con una versión del "Twist and Shout" de The Top Notes. El disco llegó al #17 en el Billboard Hot 100 y al #2 en el Billboard de R & B. Se convirtió en un éxito aún mayor, gracias a la versión de los Beatles, que empujaron el disco de los Isley Brothers hasta el #2 de las listas de Pop, a finales de 1963.

### T-Neck y la colaboración de Jimi Hendrix
En 1964, sin embargo, los Isley Brothers aún no habían conseguido otro hit, habiendo conseguido solo un modesto éxito con el tema "Twistin' with Linda". Después de que su versión de "Who's that Lady" no tuviera proyección ninguna, el grupo decidió formar su propio sello discográfico, que se llamó T-Neck Records. A lo largo del ese año, los Isley Brothers publican varios sencillos con su sello, dos de los cuales ("Testify" y "Move along & Let Me Dance") incluyen a un guitarrista de Seattle llamado Jimmy James, que también fue el guitarra solista durante las giras de la banda en esa época. Al dejar al grupo, James cambió su nombre por el de Jimi Hendrix. Los Isley Brothers también contaron con un joven Elton John, como pianista durante una gira por el Reino Unido, ese mismo año.

### La época Motown
Ante los escasos resultados de su sello, la banda firma con Motown Records en 1965. Un año más tarde, se anotarían su mayor éxito hasta la fecha cuando el tema "This Old Heart of Mine" llegó hasta el #12 en el Billboard Hot 100, y al número seis de R & B, en 1966. Pero, al igual que les había ocurrido anteriormente, el grupo no logró mantener la racha. En 1968, la banda se sentía en un segundo nivel en la discográfica, frente a grupos como The Temptations o The Supremes. Alentados por su éxito en el Reino Unido, donde "This Old heart of mine" alcanzó el número tres en las listas de sencillos pop, y hartos de la Motown, firman con el sello de Nueva York, Buddah Records.

### La época Buddah
En Buddah, los Isley Brothers cambiaron su imagen, su sonido y su energía. dos de los hermanos menores, el guitarrista y batería Ernie y Marvin al bajo, se unieron a la banda. En febrero de 1969, los Isley consiguieron un hit con su primer tema funk, «It's Your Thing». Alcanzó el N.º 1 en la lista de R&B y el 2.º en la de pop, ganando además su primer y único premio Grammy, como mejor tema vocal de R&B, en la categoría de grupos. Vendieron más de cinco millones de copias. Mientras permanecieron en esta discográfica, los Isley pasaron de un sonido funk soul, al estilo de James Brown o Sly & the Family Stone, a un funk rock que mezclaba los mundos de Brown y de Jimi Hendrix. Con la inclusión de un cuñado, el tecladista Chris Jasper, en 1970, el grupo consigue un sonido propio y una serie de éxitos.

### Los años de Epic
Después de que su contrato con Buddah expirara, en 1973, los Isleys firmaron un contrato a largo plazo con Epic Records. Ese año, los miembros originales O'Kelly Jr, Rudolph y Ronald decidieron darle a Ernie, Marvin y Jasper un papel más relevante, conformándose formalmente como sexteto. El resultado fue un innovador álbum llamado 3 + 3, que alcanzó el Top 10 de pop. Certificado como disco de oro, fue el primero de sus discos en lograrlo.
En 1975, su álbum, The heat is On, se convirtió en el primer álbum #1 en el Billboard 200. En 1977, su álbum, Go For Your Guns, tuvo varios sencillos de éxito. Al final de la década, se anotaron otro #1 en las listas de R&B con el tema Disco "I Wanna Be With You, Pt. 1 & 2". En 1980, "Don't Say Goodnight (It's Time For Love)", se convertiría en otro gran éxito tanto en los charts de pop como en los de R&B, y sería su undécimo Top 40 Pop. En 1983, lograron un disco de platino con su álbum Between the sheets, que incluyó el hit "Choosey Lover". En 1984, Ernie, Marvin y Chris dejaron la banda, para montar su propio grupo y los Isley, nuevamente reducidos a los tres originales, cambiaron a Warner Bros.. Los discos editados bajo su propio sello, T-Neck, quedaron bajo control de Sony Music

### Lás últimas décadas
En 1985, el grupo publica Masterpiece, cuyo sencillo fue un cover del tema de Phil Collins, "If Leaving Me is Easy". Un año más tarde, Kelly Isley falleció tras sufrir un ataque al corazón. Rudolph y Ronald dedicaron, en 1987, el nuevo disco, Smooth Sailin' a la memoria de O'Kelly, incluyendo una canción-tributo, "Sending a Message". Un par de años después de la edición de Spend the Night (1989, Rudolph abandonó el grupo para hacerse pastor de la iglesia, dejando a Ronald solo al frente de la banda, que consiguió un éxito importante al colaborar con Rod Stewart en una revisión del viejo "This Old Heart of Mine". En 2000, Michael Bolton intentó, sin éxito, hacerse con el catálogo de The Isley Brothers, que le habían ganado una demanda por plagio, al demostrarse que el tema de Bolton, "Love is a Wonderful Thing", era un plagio del tema publicado por los Isley en 1966 (VEEP 1230) con igual título.
Poco después, Ernie y Marvin regresaron con Ronald, para grabar el álbum Tracks of Life (1992). Ese mismo año, el grupo fue incluido en la Rock & Roll Hall of Fame. En 1996, después de muchos años, el grupo volvió a tener un hit con "Mission to Please", en cuyo video musical, Ron asume el personaje de "Mr. Biggs", creado por R. Kelly, caracterización que se repetirá en sucesivos discos y les ayudó a ganar nuevas audiencias. En 2001, publicaron Eternal, cuyo sencillo, "Contagious", les devolvió a los charts. Eternal vendió más de dos millones de copias. Consiguieron mejorar la marca con Body Kiss (2003), que fue disco de oro y llegó al #1 del Billboard 200; luego, ya en 2006, lo mantuvieron con Baby Makin' Music, que alcanzó el #5.
En 2003 fueron incluidos en el Salón de la Fama de los Grupos Vocales. En 2007, publicaron I'll Be Home For Christmas.

## Miembros

### Miembros actuales
- Ronald Isley: (1955-)
- Ernie Isley: (1969-1984, 1991-)

### Miembros anteriores
- O'Kelly Isley Jr.: (1954-1986; fallecido)
- Rudolph Isley: (1954-1989, 2004)
- Vernon Isley: (1954-1955; fallecido)
- Marvin Isley: (1969-1970, 1971-1984, 1991-1997; fallecido)
- Chris Jasper: (1969, 1971-1984)

## Discografía seleccionada

### Álbumes en el Billboard Top 40
- 1969: It's Our Thing (#22)
- 1972: Brother, Brother, Brother (#29)
- 1973: 3 + 3 (#8)
- 1974: Live It Up (#14)
- 1975: The Heat Is On (#1)
- 1976: Harvest for the World (#9)
- 1977: Go For Your Guns (#6)
- 1978: Showdown (#4)
- 1979: Winner Takes All (#14)
- 1980: Go All the Way (#8)
- 1981: Grand Slam (#28)
- 1983: Between the Sheets (#19)
- 1996: Mission to Please (#31)
- 2001: Eternal (#3)
- 2003: Body Kiss (#1)
- 2006: Baby Makin' Music (#5)

### Sencillos en el «Billboard Top 40 Singles»
- 1962: "Twist and Shout" (#17 US)
- 1966: "This Old Heart of Mine" (#12 US, #3 UK)
- 1966: "I Guess I'll Always Love You" (#11 UK)
- 1967: "Behind a Painted Smile" (#5 UK)
- 1969: "Put Yourself in My Place" (#13 UK)
- 1969: "It's Your Thing" (#2 US, #30 UK, #1 R&B)
- 1969: "I Turned You On" (#23 US)
- 1971: "Love the One You're With" (#18 US)
- 1972: "Pop That Thang" (#24 US)
- 1973: "That Lady, Pt. 1 & 2" (#6 US, #14 UK)
- 1973: "What It Comes Down To" (#25 UK)
- 1974: "Summer Breeze" (#16 UK)
- 1975: "Fight the Power Pts. 1 & 2" (#4 US, #1 R&B)
- 1975: "For the Love of You Pts. 1 & 2" (#23 US)
- 1976: "Harvest for the World" (#10 UK)
- 1977: "The Pride, Pt. 1 & 2" (#1 R&B)
- 1977: "Livin' in the Life" (#40 US)
- 1978: "Take Me To The Next Phase" (#1 R&B)
- 1979: "I Wanna Be With You" (#1 R&B)
- 1979: "It's a Disco Night (Rock Don't Stop)" (#14 UK)
- 1980: "Don't Say Goodnight (It's Time for Love)" (#39 US, #1 R&B)
- 1996: "Down Low (Nobody Has to Know)" (#4 US, #23 UK, #1 R&B)
- 2001: "Contagious" (#19 US)